# Van Jacobson

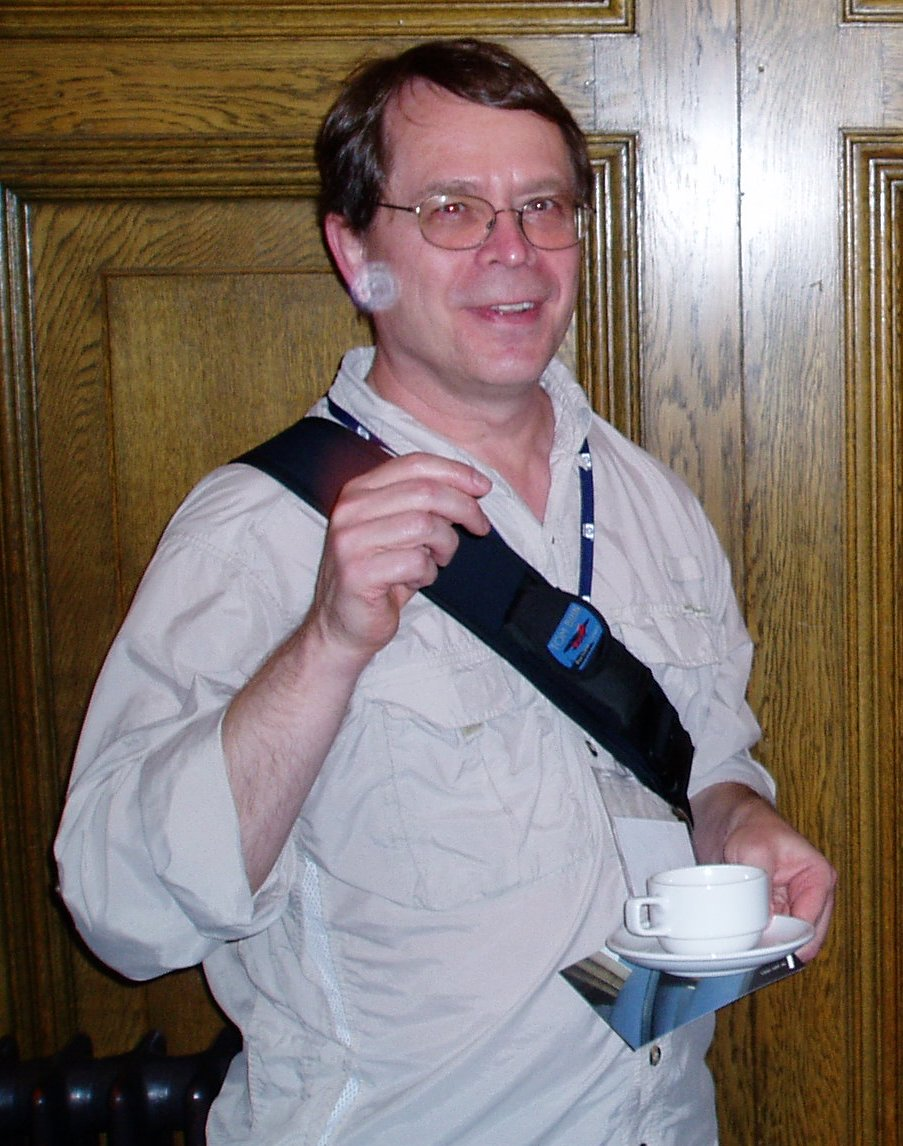
Van Jacobson (2006)

Van Jacobson (* 1950) ist ein US-amerikanischer Physiker und Internetpionier.

## Leben und Werk
Jacobson studierte Moderne Poesie, Physik und Mathematik an der University of Arizona und erwarb dort einen M. Sc. in Physik sowie einen B. Sc. in Mathematik.
Von 1974 bis 1998 arbeitete Jacobson am Lawrence Berkeley National Laboratory, einer Forschungseinrichtung des US-Energieministeriums in Berkeley, Kalifornien, zuletzt als Leiter der Network Research Group. Von 1998 bis 2000 war er leitender Wissenschaftler bei Cisco Systems. 2000 übernahm er diese Position bei Packet Design, Inc., die im Bereich Network Performance Management tätig sind, und 2002 dann bei deren Spinoff Precision I/O. 2006 ging er als Research Fellow zu Xerox PARC.
Seine Arbeit zum Redesign der Überlastungskontrollalgorithmen (congestion control algorithms) von TCP/IP („Jacobson-Algorithmus“) soll das Internet in den späten 1980er und frühen 1990er Jahren vor dem Zusammenbruch bewahrt haben. Jacobson ist auch bekannt für das in RFC 1144: Compressing TCP/IP Headers for Low-Speed Serial Links beschriebene Protokoll zur Komprimierung des TCP/IP-Headers.
Neben zahlreichen anderen Texten hat Jacobson an etlichen RFCs mitgearbeitet. Er ist Mitautor mehrerer weit verbreiteter Netzwerkdiagnosetools, darunter traceroute, tcpdump und pathchar. Er war führend in der Entwicklung des Multicast Backbone (MBone) und der Multimedia-Tools vic, vat und wb.
Weitere Entwicklungen zur Verbesserung der Netzwerkleistung, zu denen Jacobson beitrug, sind unter anderem Netzwerkkanäle, Content-Centric Networking (CCN) und Named Data Networking (NDN). Van Jacobson arbeitet jetzt mit dem von der National Science Foundation (NSF) finanzierten NDN-Konsortium zusammen, um die Zukunft des Internets zu erforschen und zu gestalten.
Van Jacobson wurde mehrfach für seine Leistungen ausgezeichnet. 2012 wurde er in die Internet Hall of Fame der Internet Society aufgenommen.